# Bistum Kyōto
Das Bistum Kyōto (lat.: Dioecesis Kyotensis, jap. カトリック京都教区, katorikku Kyōto kyōku) ist eine in Japan gelegene römisch-katholische Diözese mit Sitz in Kyōto.

## Geschichte
Das Bistum Kyōto wurde am 17. Juni 1937 durch Papst Pius XI. mit der Apostolischen Konstitution Quidquid ad spirituale aus Gebietsabtretungen des Bistums Osaka als Apostolische Präfektur Kyōto errichtet. Die Apostolische Präfektur Kyōto wurde am 12. Juli 1951 durch Papst Pius XII. mit der Apostolischen Konstitution Inter supremi zum Bistum erhoben und dem Erzbistum Osaka als Suffraganbistum unterstellt. Die Kawaramachi-Kathedrale wurde vom Schweizer Architekt Karl Freuler (1912–2000) entworfenen und die Glasfenstermalerei schuf Hans Stocker.

## Territorium
Das Bistum Kyōto umfasst die Präfekturen Kyōto, Mie, Nara und Shiga.

## Ordinarien

### Apostolische Präfekten von Kyōto
- Patrick Joseph Byrne MM, 1937–1940
- Paul Yoshiyuki Furuya, 1945–1951

### Bischöfe von Kyōto
- Paul Yoshiyuki Furuya, 1951–1976
- Raymond Ken’ichi Tanaka, 1976–1997
- Paul Yoshinao Ōtsuka, seit 1997